# Charles-Frédéric Hartmann
Charles Frédéric Hartmann (Strasbourg, 1er décembre 1788 - Strasbourg, 25 janvier 1864) est un négociant alsacien qui s’est rendu célèbre en participant au mouvement littéraire de renaissance de la poésie dialectale et germanique en Alsace au milieu du XIXe siècle. 

## Biographie
Il publie en 1831 un premier recueil de poèmes  puis en 1840-1843 une anthologie  « Alsatische Saitenklange » aux accents parfois très sombres. Cette anthologie connut un succès certain et fut rééditée en 1848. Ses poèmes restent bien connus des spécialistes et sont étudiés dans les cours de littérature.

Hartmann s’inscrit dans le sillage d’Ehrenfried Stoeber tant pour l’attrait de la poésie alsacienne que pour sa thématique d’attachement à la France.

## Œuvres
- Gedichte, éditeur Treutel und Würts, Strasbourg, 1831, 159 pages
- Alsatische Saitenklänge, éditeur Treutel und Würts, Schmidt und Grucker, Strasbourg 1843, 495 pages, consultable en ligne sur la bibliothèque de l’Université d’Harvard, consulté le 3 juin 2017,

## Pour approfondir